# Kup Zagrebačkog nogometnog podsaveza
La Kup Zagrebačkog nogometnog podsaveza (it. "Coppa della sottofederazione calcistica di Zagabria") fu una competizione calcistica organizzata dalla Zagrebački nogometni podsavez, la sottofederazione di Zagabria.
Si tenne ad intermittenza dal 1922 al 1936, fu sempre disputata con la formula dell'eliminazione diretta e, nelle 9 edizioni disputate, a vincerla furono solo due compagini: Građanski (6 volte) e HAŠK (3). Inoltre, il Građanski raggiunse la finale in tutte le edizioni.
Dal 1922 al 1926 e dal 1929 al 1934, si chiamò effettivamente Kup Zagrebačkog nogometnog podsaveza.
Dal 1926 al 1928 venne chiamata Balokovićev pokal (Coppa di Baloković) in onore del violinista Zlatko Baloković, che donò ai vincitori una coppa d'argento.

Dal 1934 al 1936 il nome fu Zimski kup (Coppa d'inverno).

## Albo d'oro
| Stagione                  | Vincitore | Finalista | Risultato |
| ------------------------- | --------- | --------- | --------- |
| Kup ZNP 1922-23           | Građanski | Penkala   | 6–1       |
| Kup ZNP 1924-25           | HAŠK      | Građanski | 2–1       |
| Kup ZNP 1925-26           | HAŠK      | Građanski | 4–3       |
| Balokovićev pokal 1926-27 | Građanski | HAŠK      | 4–2       |
| Balokovićev pokal 1927-28 | Građanski | Viktorija | 5–1       |
| Kup ZNP 1929-30           | HAŠK      | Građanski | 5–2       |
| Kup ZNP 1933-34           | Građanski | Concordia | 3–1       |
| Zimski kup 1934-35        | Građanski | Concordia | 1–1 e 2–0 |
| Zimski kup 1935-36        | Građanski | HAŠK      | 3–2       |

## Edizioni

### 1926-27
La prima trasmissione radiofonica di una partita di calcio in Croazia, e nell'allora Regno dei Serbi, Croati e Sloveni, trasmessa da Radio Zagabria a Zagabria il 17 luglio 1927 dallo Stadion Koturaška, su iniziativa della ZNP, fu la finale della Balokovićev pokal.
| Arbitro: | Pađen |

|                                                                                        |            |                                                                            |
| N. Babić 12’, 38’ Urbanke 82’ Pasinek 87’                                              | Marcatori  | 32’, ?’ Zinaja                                                             |
| Mihelčič Gmajnički Mantler D. Babić Cindrić Remec Urbanke Perška Pasinek N. Babić Kreč | Formazioni | Mitrović Hana Dasović Kunst Kolibaš Križ Zinaja Hitrec Agić Wolf II Wolf I |

### 1927-28
| Squadra 1                        | Risultato | Squadra 2   |
| -------------------------------- | --------- | ----------- |
| TERZO TURNO 14 gennaio 1928      |           |             |
| Concordia                        | 8 – 0     | Šparta      |
| Građanski                        | 3 – 0     | Slaven      |
| Derby                            | 7 – 1     | Maksimir    |
| HAŠK                             | 6 – 0     | Sava        |
| Croatia                          | 5 – 1     | Mesarski    |
| Željezničar                      | 9 – 2     | Ferraria    |
| Viktorija                        | 7 – 3     | Pekarski    |
| QUARTI DI FINALE 29 gennaio 1928 |           |             |
| Građanski                        | 7 – 1     | Derby       |
| Concordia                        | 5 – 0     | Željezničar |
| Viktorija                        | 3 – 2     | Croatia     |
| HAŠK                             | 12 – 2    | Poštanski   |
| SEMIFINALI 13 febbraio 1928      |           |             |
| Građanski                        | 2 – 2     | HAŠK        |
| Viktorija                        | 3 – 2     | Concordia   |
| FINALE 19 febbraio 1928          |           |             |
| Građanski                        | 5 – 1     | Viktorija   |

### 1929-30
| Squadra 1                        | Risultato | Squadra 2   |
| -------------------------------- | --------- | ----------- |
| QUARTI DI FINALE 9 febbraio 1930 |           |             |
| Građanski                        | 2 – 1     | Concordia   |
| HAŠK                             | 9 – 0     | Šparta      |
| Sokol                            | 3 – 1     | Viktorija   |
| Željezničar                      | 2 – 0     | Croatia     |
| SEMIFINALI 23 febbraio 1930      |           |             |
| HAŠK                             | 3 – 1     | Sokol       |
| Građanski                        | 7 – 1     | Željezničar |
| FINALE 2 marzo 1930              |           |             |
| HAŠK                             | 5 – 2     | Građanski   |

### 1934-35
| Squadra 1                                      | Risultato   | Squadra 2   |
| ---------------------------------------------- | ----------- | ----------- |
| QUARTI DI FINALE 27 gennaio e 10 febbraio 1935 |             |             |
| Concordia                                      | 3 – 0       | Policijski  |
| HAŠK                                           | 6 – 1       | ZET         |
| Željezničar                                    | 4 – 2       | Šparta      |
| Građanski                                      | 6 – 1       | Makabi      |
| SEMIFINALI 17 e 24 febbraio 1935               |             |             |
| Concordia                                      | 4 – 0       | Željezničar |
| Građanski                                      | 3 – 0       | HAŠK        |
| FINALE 3 e 10 marzo 1935                       |             |             |
| Građanski                                      | 1 – 1 2 – 0 | Concordia   |

A causa di uno sciopero degli arbitri, la prima finale è stata arbitrata, con il consenso delle due compagini, dall'ex nazionale Dragutin Babić.